# Wertpapierkaufprogramme des Eurosystems
Die Wertpapierkaufprogramme des Eurosystems sind Maßnahmen unter der Leitung der Europäischen Zentralbank (EZB), die die Kreditvergabe im Euroraum unterstützen und die Inflation verstärken sollen. Sie wurden im Zuge der Finanzkrise ab 2007 und der Eurokrise begonnen und umfassen den Kauf zinstragender Wertpapiere öffentlicher und privater Emittenten durch das Eurosystem, das heißt durch die nationalen Notenbanken der Eurozone und durch die EZB. Diese Maßnahmen sind politisch und wissenschaftlich umstritten. Im Mai 2020 wurde vom Bundesverfassungsgericht eine der Maßnahmen aufgrund mangelnder Überprüfung der Verhältnismäßigkeit als „kompetenzwidrig“ eingestuft.

## Pfandbriefkäufe von 2009 bis 2012
Im Juli 2009 startete die EZB ein erstes Programm zum Aufkauf von Pfandbriefen (covered bond purchase programe, CBPP), um den von der Finanzkrise stark beeinträchtigten Pfandbriefmarkt zu stützen. Bis Juni 2010 erwarb das Eurosystem Wertpapiere im Wert von 60 Milliarden Euro. In einem zweiten Programm von November 2011 bis Oktober 2012 (CBPP2) wurden Pfandbriefe im Umfang von 16,4 Milliarden Euro gekauft.
Die Wertpapiere sollen bis zur Endfälligkeit gehalten werden. Im September 2016 waren noch Pfandbriefe im Wert von rund 24 Milliarden Euro aus dem CBPP- und CBPP2-Programm im Bestand des Eurosystems.

## Staatsanleihenkäufe von 2010 bis 2012
Im Mai 2010 begann das Eurosystem mit dem Kauf von Staatsanleihen (security markets programme, SMP) über den Sekundärmarkt. Die Käufe konzentrierten sich auf Staaten wie Griechenland, Portugal und Italien, die besonders von der Eurokrise betroffen waren. Bis September 2012 wurden Wertpapiere im Umfang von ungefähr 210 Milliarden Euro erworben.
Die Käufe wurden anfangs sterilisiert, das heißt in den Markt gepumptes Geld wurde an anderer Stelle wieder entzogen, um eine Ausweitung der Geldmenge zu verhindern. Angesichts der niedrigen Inflation im Euroraum entschied die EZB 2014, die Sterilisation aufzugeben und das verbliebene Volumen von etwa 165 Milliarden Euro im Markt zu belassen. Damit wurde das SMP-Programm nachträglich zu einer quantitativen Lockerung.

## Outright Monetary Transactions
Mit dem Abschluss des ersten Staatsanleihen-Kaufprogramms (SMP) und während einer erneuten Eskalation der Eurokrise führte die EZB im September 2012 eine Maßnahme namens Outright Monetary Transactions (OMTs; deutsch etwa: als „endgültige Transaktionen“ durchgeführte geldpolitische Geschäfte) ein. Diese ermöglicht es einzelnen Staaten, parallel zu einer Aktivierung des Europäischen Stabilitätsmechanismus auch Staatsanleihenkäufe über den Sekundärmarkt durchführen zu lassen.
Das OMT-Programm wurde bislang (Stand: August 2016) von keinem Staat in Anspruch genommen. Marktbeobachter gehen jedoch davon aus, dass alleine die Ankündigung eine beruhigende, zinssenkende Wirkung auf die Finanzmärkte hatte.

## Erweitertes Wertpapierkaufprogramm
Auf die erste Serie von Kaufprogrammen in den Jahren 2009 bis 2012 folgte eine zweite ab Herbst 2014, die die EZB zusammenfassend als expanded asset purchase programme (EAPP; deutsch wörtlich: erweitertes Vermögenswerte-Kaufprogramm) bezeichnet. Das EAPP hatte ab März 2015 ein monatliches Gesamtvolumen von 60 Milliarden Euro und sollte zunächst bis mindestens September 2016 laufen. Im Dezember 2015 verlängerte die EZB es bis mindestens März 2017, und im April 2016 weitete sie das Ankaufvolumen auf 80 Milliarden Euro pro Monat aus.

### Einzelprogramme

#### Pfandbriefkäufe seit 2014
Im Oktober 2014 startete ein drittes Pfandbrief-Aufkaufprogramm (CBPP3). Es erlaubt der EZB, bis zu 70 Prozent Anteil an einzelnen Wertpapieren zu halten. Im September 2016 hatte das Eurosystem Pfandbriefe im Wert von rund 191 Milliarden Euro aus diesem Programm im Bestand.

#### ABS-Käufe seit 2014
Seit November 2014 kauft das Eurosystem im Rahmen des ABSPP-Programms auch forderungsbesicherte Wertpapiere (asset backed securities, ABS). Der Bestand aus diesem Programm belief sich im September 2016 auf 20 Milliarden Euro.

#### Staatsanleihenkäufe seit 2015
Im März 2015 begann das Eurosystem mit einem groß angelegten Kauf europäischer Staatsanleihen (public sector purchase programme, PSPP). Im Gegensatz zum SPP-Programm von 2010 bis 2012 kaufen die nationalen Notenbanken beim PSPP nur noch Anleihen des eigenen Staates, um Bedenken wegen unerlaubter monetärer Staatsfinanzierung auszuräumen. Zudem wurde ein fester Aufteilungsschlüssel für die einzelnen Euro-Länder eingeführt, der sich nach deren Anteil am Kapital der EZB richtet. Demnach entfällt das größte Volumen auf deutsche Anleihen, das zweitgrößte auf französische, das drittgrößte auf italienische usw. Der Anteil des Eurosystems an der Gesamtmenge einzelner Wertpapieren wurde auf 25 Prozent begrenzt (sogenanntes „ISIN-Limit“) und der Anteil an den Schulden eines Staates auf 33 Prozent. Im September 2015 erhöhte die EZB das ISIN-Limit von 25 auf 33 Prozent. Die Rendite der gekauften Anleihen muss oberhalb des Einlagezinssatzes der EZB liegen.
Bis Anfang September 2016 wurden im Rahmen dieses Programms Wertpapiere im Wert von rund 1000 Milliarden Euro erworben. Die Kurse der europäischen Staatsanleihen stiegen in diesem Zeitraum stark an und die Zinsen fielen dementsprechend auf historische Tiefststände. Die Umlaufrendite der deutschen Staatsanleihen fiel in den negativen Bereich, d. h. der Staat muss für neu ausgegebene Anleihen im Schnitt keine Zinsen mehr zahlen, sondern erwirtschaftet mit den Schulden einen Gewinn.

##### Entscheidung des Bundesverfassungsgerichts vom 5.Mai 2020
Das Bundesverfassungsgericht hat das Staatsanleihenkaufprogramm (PSPP) der EZB – entgegen der Auffassung des Europäischen Gerichtshofs – im Mai 2020 für kompetenzwidrig erklärt. Durch das Programm werden nach Ansicht des Bundesverfassungsgerichts die Grenzen der haushaltspolitischen Gesamtverantwortung des Deutschen Bundestages berührt. Sowohl das Programm der EZB als auch die Entscheidung des EuGH im Vorlageverfahren wären daher Ultra-vires-Akte, die nicht mehr mit dem Grundgesetz vereinbar seien. Das Bundesverfassungsgericht monierte, dass EuGH und EZB keine Verhältnismäßigkeitsprüfung zwischen geld- und wirtschaftspolitischen Effekten des Programms vorgenommen hätten. Die deutschen Verfassungsorgane seien daher verpflichtet, dem PSPP entgegenzutreten. Die Bundesbank dürfe nach Ablauf von drei Monaten nach der Verkündung des Urteils nicht mehr an dem Programm mitwirken, wenn nicht der EZB-Rat innerhalb dieser Frist in einem neuen Beschluss nachvollziehbar darlege, dass die mit dem PSPP angestrebten währungspolitischen Ziele nicht außer Verhältnis zu den wirtschafts- und fiskalpolitischen Auswirkungen ständen.
Das Hauptproblem sieht das BVerfG darin, dass sich das Eurosystem mit zunehmender Laufzeit des Programms und steigendem Gesamtvolumen in eine erhöhte Abhängigkeit von der Politik der Mitgliedstaaten begebe, da das PSPP die Refinanzierungsbedingungen der Mitgliedstaaten deutlich verbessere und sich dadurch erheblich auf die fiskalpolitischen Rahmenbedingungen in den Mitgliedstaaten auswirke. Außerdem seien starke ökonomische und soziale Auswirkungen auf Bürger, etwa auf Aktionäre, Mieter, Eigentümer von Immobilien, Sparer und Versicherungsnehmer, zu erkennen. Dadurch würden sich beispielsweise für Sparvermögen deutliche Verlustrisiken ergeben. Außerdem würden wirtschaftlich an sich nicht mehr lebensfähige Unternehmen aufgrund des auch durch das PSPP abgesenkten allgemeinen Zinsniveaus weiterhin am Markt bleiben („Zombifizierung“).
Nach der Entscheidung des BVerfG kündigte die EU-Kommission an, ein Vertragsverletzungsverfahren gegen Deutschland zu prüfen. Im Juni 2021 teilte die EU-Kommission mit, sie habe das Verfahren eingeleitet. Im Dezember 2021 wurde das Verfahren von der EU-Kommission eingestellt, weil die Bundesrepublik förmlich erklärt habe, den Vorrang und die Autonomie des Unionsrechts anzuerkennen. Zudem habe Deutschland zugesagt, die Autorität des Europäischen Gerichtshofs (EuGH) anzuerkennen, dessen Urteile endgültig und verbindlich seien. Auch habe sich die Bundesregierung verpflichtet, alle ihr zur Verfügung stehenden Mittel zu nutzen, um weitere Ultra-vires-Entscheidungen des Bundesverfassungsgerichts zu vermeiden.

#### Kauf von Unternehmensanleihen seit 2016
Seit Juni 2016 erwirbt das Eurosystem auch Unternehmensanleihen von Emittenten aus der Eurozone. Anders als beim Staatsanleihenkauf, der zur Vermeidung von direkter Staatsfinanzierung über den Sekundärmarkt erfolgt, können die Notenbanken die Unternehmensanleihen auch direkt von den Emittenten kaufen oder zeichnen.
Im September 2016 belief sich der Bestand des Eurosystems an Unternehmensanleihen aus diesen Käufen auf 20,5 Milliarden Euro. Die Umlaufrendite der deutschen Unternehmensanleihen fiel von Juni bis August 2016 von etwa 2,0 auf 1,6 Prozent.

#### Pandemie-Notfall-Kaufprogramm seit März 2020
Ende März 2020 begann die EZB als Reaktion auf die COVID-19-Pandemie mit dem Ankauf von Anleihen öffentlicher und privater Schuldner. Bis zu 750 Milliarden Euro sollen dafür bis Ende 2020 eingesetzt werden. Bis zum 10. Dezember 2020 erhöhte der EZB-Rat das Volumen auf insgesamt 1.850 Mrd. Euro.

#### Transmission Protection Instrument
Am 21. Juli 2022 gab die EZB begleitend zu einer vorgenommenen Zinserhöhung bekannt, künftig Staatsanleihen einzelner Mitgliedsländer zu erwerben, wenn gegen diese Länder Spekulationen an den Börsen erfolgen.

### Bewertung
Diese monetäre Politik, die im englischsprachigen Raum unter der Bezeichnung quantitative easing („quantitative Lockerung“) bekannt ist, stieß bei einigen Wirtschaftsexperten auf Zustimmung. Es wurde dabei auf das Beispiel der Vereinigten Staaten verwiesen, die durch ein ähnliches Programm des Anleihenkaufs durch die Federal Reserve Bank zwischen 2009 und 2014 im Volumen von 3,5 Billionen US$ nach Meinung vieler Wirtschaftsexperten vor dem Abgleiten in eine Rezession bewahrt wurden.
Der italienische Finanzminister Pier Carlo Padoan begrüßte den EZB-Entschluss als „gut für Europa“ und sprach von einer „Injektion von Zuversicht in die Märkte“.
Deutsche Amtsträger kritisierten insbesondere die Staatsanleihenkäufe seit 2015. Hauptgrund für die Ablehnung war die Befürchtung, dass dadurch der Druck zu soliden Haushalten und einer Verbesserung der Wettbewerbsfähigkeit reduziert werde. Zu den Gegnern des EZB-Anleihenkauf-Programms gehörte auch Bundesbank-Präsident und damit Mitglied des EZB-Rats Jens Weidmann.

## Inoffizielle Wertpapierkäufe durch nationale Notenbanken
Die Welt am Sonntag berichtete im November 2015 über „geheime“ Wertpapierkäufe der Notenbanken Frankreichs, Italiens und weiterer Länder. Im Zeitraum von 2006 bis 2012 sollen sie sich nach Berechnungen des Finanzwissenschaftlers Daniel Hoffmann (im Rahmen seiner Dissertation) auf mindestens 510 Milliarden Euro belaufen haben, also wesentlich mehr als der Betrag der offiziellen Ankaufprogramme.

## Aktienkäufe
Das Angebot an geeigneten, durch das Eurosystem aufkaufbaren Staatsanleihen ist begrenzt, und das Ziel einer Inflation von nahe zwei Prozent konnte bislang nicht erreicht werden. Verschiedene Marktbeobachter diskutierten daher im Sommer 2016 eine mögliche Ausweitung der Ankaufprogramme auf Aktien beziehungsweise börsennotierte Aktienfonds, wie es in Japan schon seit Längerem der Fall ist.